# Талибан
Талибан (пашт.  — „ученици” или „трагаоци”), чији припадници за себе користе назив Исламски Емират Авганистан (ИЕА), деобандски је исламистички покрет и војна организација у Авганистану, која служи као тренутна владајућа снага у земљи. Вођа Талибана од 2016. је мавлави Хибатула Акунџада. Према подацима из 2021. процењује да покрет Талибан има око 75.000 бораца. Талибанску владу не признаје ниједна држава. Талибанска влада је међународно осуђена због ограничавања људских права у Авганистану, укључујући права жена и девојака да раде и образују се.

## Историја
Удружење је основано у Кандахару 1994. године од стране Муле Омара, који је био и његов први емир. Првобитна присталица покрета била је мала група верских ученика, мања од сто људи. Њихов иницијални повод биле су гласине о корумпираним и озлоглашеним племенским поглавицама и ратним профитерима из времена Совјетске инвазије, као и чињеница да у Авганистану није успостављен исламски закон након повлачења истих. У првим месецима удружење је добило на хиљаде присталица из Пакистана. Њихова делања против ратних профитера и криминалаца дали су им и славу међу одређеним слојевима паштунског народа. Већ у новембру исте године освојили су град Кандахар, а наредне године држали су 12 области.
Тоталитарни Исламски Емират Авганистан основан је 1996. и престоница Авганистана је пребачена у Кандахар. ИЕА је држао контролу над већим делом земље од 1996. до 2001. године. Остаци друге власти и остали политички противници власти повукли су се на северна села, где су основали такозвани Северни савез. Своју подршку нашли су међу Хазарејцима и Таџицима, племенима којима је сметало фундаментално тумачење сунитског ислама и наметање паштунског закона.
Током своје власти, талибани постали су озлоглашени у свету као немилосрдни злочинци. Убрајају им се многи масакри, нарочито против шиитских Хазарејаца, и окрутно опхођење према цивилима. Након напада на куле близнакиње 11. септембра, америчка јавност била је згрожена и спремна за рат. Исламски емират није био директно одговаран за напад, али је био у блиским односима са одговорном Ал Каидом, и служио је као уточиште истој. Ово је било довољно да Сједињене Америчке Државе под председником Џорџом Бушом објаве рат у октобру исте године, подржавајући Северни савез. Након месец дана талибани истерани су из свих важнијих области, повлачећи се у забачена села.
Американци су успоставили Исламску републику Авганистан, државу са демократском управом. Несигурни у њен опстанак, одужили су присуство своје војске у земљи. Наредних 20 година присталице талибана водиле су непредвидив герилски рат против окупатора, често бивајући без милости према захваћеним местима. Током овог раздобља талибанска моћ је јењавала и у једном тренутку свела на ништавну, али село никад није било обезбеђено и сигурно.
Под америчким председником Доналдом Трампом 2020. године почели су преговори са талибаном и спрема за повлачење америчке војске из Авганистана. Исте године потписан је договор у Дохи, којим је Талибан пристао да прекине сарадњу са Ал Каидом, а САД почео постепено повлачење. Под председником Џо Бајденом у мају 2021. повукле су се последње америчке јединице, отпочевши велику талибанску контраофанзиву против Исламске републике. Муџахедини су се у наредних месец дана неприкосновеном брзином успоставили на авганистанском селу, а крајем јула и почетком августа под њима су почели да падају и већи градски центри. Након заузимања Кабула 15. августа 2021, талибани су повратили контролу над државом. Остаци старе власти и даље се држе у забаченим деловима земље, нарочито у провинцији Панџшир.

## Веровања
Талибанска идеологија је описана као комбинација „иновативног” облика шеријата заснованог на деобандијском фундаментализму и милитантном исламизму, комбиновано са паштунским друштвеним и културним нормама познатим као паштунвали, пошто су већина талибана паштунски саплеменици.
Талибани су међународно осуђени због строгог спровођења њиховог тумачења шеријата, што је резултирало бруталним поступањем према многим Авганистанцима. Током њихове владавине од 1996. до 2001, талибани и њихови савезници извршили су масакр над авганистанским цивилима, ускратили снабдијевање 160.000 изгладњелих цивила храном из помоћи УН-а, а водили су и политику спаљене земље, спаљујући огромне површине плодне земље и уништавањем десетине хиљада домова. Док су талибани контролисали Авганистан, забранили су активности и медије, укључујући слике, фотографије и филмове који приказују људе или друга жива бића. Такође су забранили инструменталну музику, са изузетком дафа, врсте оквирног бубња. Талибани су забранили женама старијим од 10 година да похађају школу, забранили женама да раде на пословима ван здравствене заштите (мушким љекарима је било забрањено да лијече жене) и захтијевали су да жене буду у пратњи мушко рођака и да носе бурку у сваком тренутку у јавности. Уколико би жене прекршиле одређена правила, јавно би их бичевали или погубили. Према подацима УН-а, талибани и њихови савезници били су одговорни за 76% авганистанских цивилних жртава у 2010, а 80% у 2011. и 2012. години. Талибани су такође вршили и културни геноцид, уништавајући бројне споменике, укључујући познате Буде из Бамијана старе око 1500 година.

## Међународни односи
Пакистанску Међугранску обавјештајну службу и војску међународна заједница и авганистанска влада увелико наводе као помагаче талибана током њиховог оснивања и времена на власти, али и да су наставили да подржавају талибане током побуне. Пакистан наводи да је одустао од сваке подршке групи након напада 11. септембра. Према подацима из 2001, наводно око 2500 Арапа под командом Осаме бин Ладена, вође Ал Каиде, борило се за талибане.
На врхунцу своје прве власти над Авганистаном, формално дипломатско признање талибанске управе објавиле су само три земље: Пакистан, Саудијска Арабија и Уједињени Арапски Емирати. Почетком своје друге владавине 2021, Русија, Кина, Иран и Пакистан показали су интересовање за сарадњу са новом влашћу. Готово све западне земље одбијају икакве дипломатске односе режимом, сматрајући их терористичком организацијом.